# Prohászka János (labdarúgó)
Prohászka János (Dorog, 1934. október 7. – Dorog, 2012. december 20.) labdarúgó, a fedezet poszt egykori kiváló játékosa, labdarúgó-szakedző, a Dorogi FC Örökös Tagja.

## Pályafutása

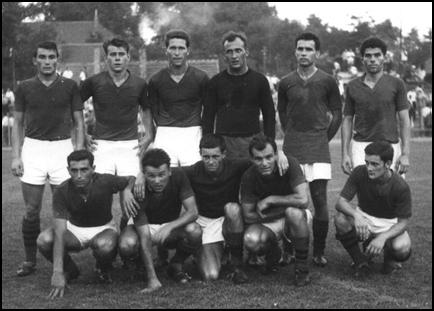
Prohászka János (a felső sorban jobbról a második) az MTK ellen győztes dorogi csapat tagjaként 1963-ban

Prohászka János híres dorogi sportcsaládból származik. Rokonai közül Prohászka János neves labdarúgója volt a dorogi csapatnak a két világháború között, Prohászka József pedig kiváló atléta volt. Közgazdasági technikumi érettségit tett 1953-ban, majd bányaipari aknászképző érettségit 1968-ban. 1969-ben labdarúgóedző, oktató végzettséget szerzett.
Dolgozott a Dorogi Szénbányászati Trösztnél, volt központi terv statikus, később pedig közgazdász is. 1989-ben vonult nyugdíjba. Tagja volt a Dorogi Bányász NB I-es csapatának, 249 bajnoki mérkőzésen szerepelt 1947 és 1968 között. 6-szoros ifiválogatott, és 12-szeres utánpótlás-válogatott. Belgiumban tagja volt a Húsvéti tornát nyert csapatnak. 1968 és 1984 között edző a Dorogi Bányász labdarúgó szakosztálynál.

## Sportsikerei
Posztján a világ legjobb labdarúgói között tartották számon, fedezetpárjával, Pálmai Sándorral  egyedülállóak voltak. 1947-ben a Dorogi AC kölyökcsapatában kezdte labdarúgó pályafutását. A felnőtt csapatban a Ferencváros elleni idegenbeli 1:0-s elveszített mérkőzésen, 30 ezer néző előtt lépett először pályára. 1953 és 1968 között 249 bajnoki mérkőzést játszott a Dorog színeiben. Többszörös Vidék Legjobbja címet nyert, tagja volt minden idők legkiválóbb dorogi csapatának, a Dorogi Aranycsapatnak, kupagyőztes a antwerpeni Húsvét Kupán, ifjúsági-, utánpótlás- és B válogatott volt. Számos neves klub hívta, de mindvégig hű marad a Dorogi Bányászhoz. Aktív pályafutását követően labdarúgó szakedzői képesítést szerzett és 1984-ig volt a különböző korosztályú utánpótlás csapatok vezetője és edzője, tevékenykedett a felnőtt csapatnál is. A későbbiekben megalakult Diófa focióvoda segítője volt, tevékenyen részt vett a különböző versenyek lebonyolításában. 2001-ben a Dorogi FC Örökös Tagja címet kapta.

## Magánélete
Nős, apósa, Vojtek István neves atléta volt, aki a berlini olimpiára tartó olimpiai lánggal futott Dorogon. Az olimpiai fáklya és a hozzátartozó díszes oklevél jelenleg is családjuk tulajdonában van, amelyet időközönként a Dorogi Sportmúzeumban állítanak ki. Leánya, Magdolna köztiszteletben álló tanárnő a dorogi Eötvös iskolában. Veje, Goldscmidt Gyula, az 1970-es – 1980-as évek kiváló dorogi labdarúgó középhátvédje, aki tragikus autóbalesetben vesztette életét 1992-ben. Unokái, Orsolya és Rita révén kétszeres nagypapa, valamint dédapa is egyben. Egyik legjobb barátja egykori játékostársa, Fellegi István, akivel szomszédok Dorogon, a Rákóczi úton. A sok egykori tiszteletre és szeretetre méltó kiváló sportember közül is az egyik legnépszerűbb a dorogiak és a környéken élők körében.